# Вилхелм фон Мекленбург
Фридрих Вилхелм Николаус фон Мекленбург (на немски: Friedrich Vilhelm Nikolaus Herzog von Mecklenburg-Schwerin; „Prinz Schnaps“; * 5 март 1827, Лудвигслуст; † 28 юли 1879, Хайделберг) е херцог на Мекленбург-Шверин и пруски генерал на кавалерията.

## Живот
Той е вторият син на велик херцог Павел Фридрих (1800 – 1842) и съпругата му принцеса Александрина Пруска (1803–1892), дъщеря на пруския крал Фридрих Вилхелм III (упр. 1797 – 1840) и херцогиня Луиза фон Мекленбург-Щрелиц (1776 – 1810). Внук е на наследствения велик херцог Фридрих Лудвиг фон Мекленбург-Шверин (1778 – 1819) и първата му съпруга велика княгиня Елена Павловна от Русия (1784 – 1803), дъщеря на руския цар Павел I (1754 – 1801), и принцеса Мария Фьодоровна (1759 – 1828). Баба му е сестра на руските императори Александър I (упр. 1801 – 1825) и Николай I (упр. 1825 – 1855). Правнук е на велик херцог Фридрих Франц I фон Мекленбург (1756 – 1837) и принцеса Луиза фон Саксония-Гота-Алтенбург (1756–1808). Брат е на Фридрих Франц II (1823 – 1883), велик херцог на Мекленбург-Шверин (1842 – 1883), и на Луиза Мария Хелена (1824 – 1859), омъжена на 20 октомври 1849 г. в Лудвигслуст за принц Хуго фон Виндиш-Грец (1823 – 1904).
След гимназията в Дрезден Вилхелм влиза във войската. През Германската война 1866 г. той е генерал-майор и командва „2. лека кавалерийска бригада на 1. армия“. Участва във Френско-пруската война като генерал-лейтенант, командир на „6. Кавалерийска дивизия“. Бие си при Лаон, където е ранен на 9 септември 1870 г., и след това при Обсадата на Париж. Награден е с ордени и с железния кръст. На 23 март 1873 г. той е командир на германската „22. дивизия“ и напуска по свое желание на 10 ноември 1873 г. След Франкфуртския мирен договор от 10 май 1871 г. той е повишен на генерал на кавалерията на 22 март 1875 г.
Вилхелм е ранен на кръста при Лаон и през юли 1879 г. е опериран в Хайделберг. Той получава малко след това отравяне на кръвта и умира на 52 години на 28 юли 1879 г. в Хайделберг. Неговият племенник херцог Паул Фридрих фон Мекленбург закарва трупът му в Шверин, където е погребан на 2 август в капела на катедралата в Шверин. През ноември 1974 г. неговият месинг-саркофаг е поставен в криптата на катедралата.

## Фамилия
Вилхелм се жени на 9 декември 1865 г. в Берлин за братовчедката си принцеса Александрина Пруска (* 1 февруари 1842, Берлин; † 26 март 1906, Марли близо до Потсдам), дъщеря на принц Албрехт Пруски (1809–1872) и първата му съпруга (разведени 1849) принцеса Мариана Нидерланска (1810 – 1883), дъщеря на крал Вилем I Нидерландски (1772 – 1843) и принцеса Вилхелмина Пруска (1774 – 1837). Александрина Пруска е внучка на пруския крал Фридрих Вилхелм III и Луиза фон Мекленбург-Щрелиц. Принцът е на 38 години, 15 години по-стар от булката, един играч, женкар и не е подходящ за съпруг на младо момиче. В Берлин го наричат „принц Шнапс“. Те имат една дъщеря:
- Фридерика Вилхелмина Елизабет Александрина Августа Мариана Шарлота (* 7 нпември 1868, дворец Белевю; † 20 декември 1944, Гармиш-Партенкирхен), омъжена I. на 17 ноември 1886 г. в Шверин за княз Хайнрих XVIII Ройс-Кьостриц (* 14 май 1847, Лайпциг; † 15 август 1911 между Швайнфурт и Вюрцбург),[9] II. на 4 февруари 1921 г. в Берлин за Роберт Шмидт (* 1 ноември 1892, Вилмерсдорф; † 6 декември 1971, Бамберг)